# San Juan (Schiff, 1942)
Die USS San Juan (CL-54) war ein im Februar 1942 in Dienst gestellter Leichter Kreuzer der United States Navy. Das Schiff gehörte der Atlanta-Klasse an und war während des Zweiten Weltkriegs im Einsatz, bei dem es mit insgesamt 13 Service Stars ausgezeichnet wurde. 1946 kam die San Juan in die Reserveflotte, 1961 folgte der Abbruch des Schiffes.

## Geschichte
Die San Juan war die vierte Einheit der Atlanta-Klasse und wurde am 15. Mai 1940 in der zur Bethlehem Shipbuilding Corporation gehörenden Fore River Shipyard auf Kiel gelegt. Der Stapellauf erfolgte am 6. September 1941. Am 28. Februar 1942 nahm das Schiff unter Kommando von Captain James E. Maher den Dienst auf.
Nach Probefahrten im Atlantik stieß die San Juan im Juni 1942 zur Flugzeugträgerkampfgruppe um die Wasp. Ziel war die Sicherung eines Convoys von Truppentransportern zu den Salomonen. Am 7. August 1942 gab das Schiff Feuerunterstützung bei der Landung von US-Truppen in Tulagi, ehe es vom 8. auf den 9. August mit Admiral Norman Scott an Bord an der Schlacht vor Savo Island teilnahm. Dieser Einsatz der San Juan endete mit dem Geleit der nun leeren Truppentransporter nach Nouméa.
Anschließend fuhr das Schiff weiter als Geleit an der Seite der Wasp. Nach der Schlacht bei den Ost-Salomonen geleitete die San Juan den beschädigten Flugzeugträger Enterprise zur Reparatur nach Pearl Harbor, wo die Schiffe am 10. September 1942 eintrafen.
Am 5. Oktober 1942 brach die San Juan zu einem weiteren Einsatz in den Südpazifik auf. Nach einem Zwischenstopp zur Ablieferung von Geschützen in Funafuti versenkte sie am 16. Oktober zwei japanische Patrouillenboote vor den Gilbertinseln. Nach dem Abladen japanischer Kriegsgefangener auf Espiritu Santo stieß das Schiff am 23. Oktober zur Kampfgruppe der Enterprise. Zwei Tage später begann die Schlacht bei den Santa-Cruz-Inseln, bei der die Enterprise schwere Beschädigungen erlitt und der Flugzeugträger Hornet versenkt wurde. Durch einen Bombentreffer am Heck erlitt die San Juan Beschädigungen in Form von Wassereinbruch und einem defekten Ruder. Nach Reparaturarbeiten in Sydney kehrte das Schiff am 24. November 1942 in den Dienst zurück.
Von Dezember 1942 bis Juni 1943 war die San Juan im Korallenmeer zur Patrouille eingesetzt. Im November 1943 beteiligte sich das Schiff an der Einnahme von Bougainville und Rabaul. Im selben Monat war das Schiff als Geleit der Essex (Schiff, 1942) vor Kwajalein im Einsatz.
Am 30. März und 1. April 1944 begleitete die San Juan die Flugzeugträger Yorktown (Schiff, 1943) und Lexington (Schiff, 1943) bei Angriffen auf Palau, die Yap-Inseln und Ulithi. Anschließend wurde sie ab dem 7. April das Geleitschiff der Hornet (Schiff, 1943) bei deren Einsätzen vor Jayapura und Chuuk. Im Juni 1944 folgten Angriffe auf Iwojima und Chichi-jima. Zudem nahm das Schiff an der Schlacht in der Philippinensee teil. Im Juli 1944 geleitete die San Juan die Träger Wasp (Schiff, 1943) und Franklin (Schiff, 1944) bei Einsätzen vor Guam. An der Seite der USS Lexington (CV-16) beteiligte sich das Schiff im Dezember 1944 an Kämpfen vor Formosa und Luzon.
Im Frühjahr 1945 folgten weitere Einsätze als Geleitschiff von Flugzeugträgern. Unter anderem begleitete die San Juan die USS Hornet (CV-12) bei Luftangriffen auf Tokio im Februar und gehörte im April als Geleit zum Trägerverband, dessen Flugzeuge das japanische Schlachtschiff Yamato versenkten. Im Juli 1945 folgte ein Einsatz zum Schutz der Bennington (Schiff, 1944) bei Angriffen auf japanische Inseln.
Nach Kriegsende nahm die San Juan im Dezember an der Operation Magic Carpet zur Rückführung von US-Truppen teil. Am 9. Januar 1946 traf das Schiff im kalifornischen San Pedro ein. Insgesamt erhielt die San Juan für ihren Kriegseinsatz 13 Battle Stars.
Nur wenige Tage nach ihrem letzten Einsatz begann am 24. Januar die Inaktivierungsphase der San Juan, die offizielle Außerdienststellung erfolgte am 9. November 1946. Die folgenden Jahren verbrachte das Schiff in der Reserveflotte, ehe es am 1. März 1959 aus dem Naval Vessel Register gestrichen wurde. Im Oktober 1961 ging die San Juan schließlich zum Abbruch an die National Metal and Steel bei Los Angeles.